# حجر جهنم (مسلسل)
حجر جهنم هو مسلسل مصري صَدَرَ سنة 2017، وهو من إخراج حاتم علي وتأليف هالة الزغندي، وبطولة: كندة علوش، أروى جودة، شيرين رضا، إياد نصار، فريال يوسف، أميرة هاني، رنا خليل٬ بالإضافة إلى الطفلة ملك عاصم.

## القصة
تدور الأحداث في قالب تشويقي مثير حيث ثلاث سيدات يخططن لقتل أزواجهن، ويبدأنّ في وضع الخطة وتحديد طريقة القتل، والتي يعتمدن فيها على وضع قنبلة في السيارة التي يستقلونها، لكن يحدث ما لا يُحمَد عُقباه حيث ينجو أحد الأزواج ويظل على قيد الحياة فيطاردهنّ لينتقم.